# Nguyễn Anh Tuấn (Thái Bình)
Nguyễn Anh Tuấn (sinh năm 1962) là một tướng lĩnh của lực lượng Công an nhân dân Việt Nam với quân hàm Thiếu tướng. Ông từng giữ chức vụ Phó Giám đốc Công an thành phố Hà Nội, Thủ trưởng cơ quan An ninh điều tra Công an thành phố Hà Nội.
Truyền thông Việt Nam đưa tin ngày 4/4/2023, thiếu tướng Nguyễn Anh Tuấn bị đề nghị truy tố về tội "môi giới hối lộ", bị cáo buộc đã nhận tiền của các cá nhân để "chạy án" vụ "chuyến bay giải cứu" với số tiền 2,65 triệu USD chỉ trong khoảng một năm (1-12/2022).

## Tiểu sử
Nguyễn Anh Tuấn sinh năm 1962, quê quán tại xã Vũ Trung, huyện Kiến Xương, tỉnh Thái Bình.
Ông là đảng viên Đảng Cộng sản Việt Nam.
Ngày 16 tháng 12 năm 2015, Đại tá Nguyễn Anh Tuấn, Trưởng Công an quận Tây Hồ, Hà Nội được trao quyết định của Bộ trưởng Bộ Công an bổ nhiệm giữ chức vụ Phó Giám đốc Công an thành phố Hà Nội.
Ngày 19 tháng 12 năm 2018, Chủ tịch nước Việt Nam Nguyễn Phú Trọng đã kí quyết định thăng quân hàm từ Đại tá lên Thiếu tướng Công an nhân dân Việt Nam đối với Nguyễn Anh Tuấn, Phó Giám đốc Công an thành phố Hà Nội.
Năm 2019, ông là Ủy viên Ban thường vụ Đảng ủy, Phó Giám đốc, Thủ trưởng cơ quan An ninh điều tra Công an thành phố Hà Nội.
Ngày 31 tháng 3 năm 2022, CATP Hà Nội đã trang trọng tổ chức Lễ công bố và trao Quyết định của Bộ trưởng Bộ Công an về việc nghỉ công tác chờ hưởng chế độ hưu trí đối Thiếu tướng Nguyễn Anh Tuấn, Thủ trưởng Cơ quan An ninh điều tra, Phó Giám đốc CATP Hà Nội.

### Tình trạng sức khỏe
Ông được cho là mắc ung thư thực quản và đã mổ nội soi.

## Kỷ luật
Ngày 12 tháng 1 năm 2023, Ủy ban Kiểm tra Trung ương Đảng Cộng sản Việt Nam quyết định kỷ luật bằng hình thức khai trừ ra khỏi Đảng đối với thiếu tướng Nguyễn Anh Tuấn, nguyên Phó giám đốc Công an thành phố Hà Nội do có vi phạm liên quan đến công tác phòng, chống dịch bệnh Covid-19 và tiếp nhận công dân Việt Nam về nước.
Sau hơn một tuần bị đề nghị truy tố, ông Tuấn bị Chủ tịch nước Võ Văn Thưởng ra quyết định tước cấp bậc hàm thiếu tướng. Quyết định có hiệu lực từ ngày 3/4/2023.

## Truy tố
Truyền thông Việt Nam đưa tin ngày 4/4/2023, thiếu tướng Nguyễn Anh Tuấn bị đề nghị truy tố về tội "môi giới hối lộ", đã nhận tiền của các cá nhân để giúp 2 lãnh đạo doanh nghiệp "chạy án" vụ "chuyến bay giải cứu" với số tiền 2,65 triệu USD. Tại cơ quan điều tra, bị can Nguyễn Anh Tuấn khai đã chuyển hơn 2,2 triệu USD cho Hoàng Văn Hưng, khi đó là Trưởng phòng Phòng Điều tra các tội phạm khác (Phòng 5), Cục An ninh điều tra Bộ Công an, để lo cho Nguyễn Thị Thanh Hằng, Phó tổng giám đốc và Lê Hồng Sơn, tổng giám đốc Công ty Bầu Trời Xanh (Blue Sky) không bị xử lý hình sự. Căn cứ vào kết quả điều tra, Cơ quan An ninh điều tra Bộ Công an xác định chỉ đủ căn cứ kết luận Hoàng Văn Hưng đã nhận 800 ngàn USD từ Nguyễn Anh Tuấn. Do đó, Nguyễn Anh Tuấn phải chịu trách nhiệm đối với hơn 1,8 triệu USD.

## Lịch sử thụ phong quân hàm
| Năm thụ phong | –      | 2018                     |
| ------------- | ------ | ------------------------ |
| Quân hàm      |        |                          |
| Cấp bậc       | Đại tá | Thiếu tướng (đã bị tước) |